# Алапаевский металлургический завод
Алапа́евский металлурги́ческий заво́д — российский производитель чугуна и ферромарганца. В прошлом — чугуноплавильный, железоделательный и медеплавильный завод, основанный государством в 1704 году, расположенный в Алапаевске, Свердловская область.

## Географическое положение
Завод был построен на берегу маловодной реки Алапаиха, в 0,5 версте от впадения её в реку Нейву, в достаточно населённом районе, и имел хорошую топливную и рудную базу: хвойные леса и залежи бурого железняка с содержанием от 50 до 60 % железа. Ближайшая Сулемская пристань находилась в 170 верстах.

## История создания

### Нижнеалапаевский казённый железоделательный завод
В 1702 году по Указу Петра I началось строительство казённого железоделательного завода государственными крестьянами Невьянской, Арамашевской, Ирбитской, Ницинской, Камышловской и Пышминской слободы. Была построена земляная плотина длиной 181,3 метра, шириной 34,1 метра и высотой 7,8 метра. К 1704 году была построена плотина, которая имела вешняк и два прореза — доменный и молотовый. Заводской пруд хоть и имел длину в 4 версты, но сама река Алапаиха была маловодной, от чего завод работал в полную силу только весной. Также были построены две домны, две молотовые, сверлильня для орудийных стволов, формовая фабрика (литейный цех), зелейный (пороховой) погреб, избы для мастеровых.
После пожара 1718 года завод сгорел и был восстановлен, весной в 1724 году и в 1733 годах плотина сносилась половодьем. Для переработки передельного чугуна Алапаевского завода построили вспомогательные молотовые фабрики: Синячихинский завод (в 1726 году), Сусанский завод (в 1735 году), Верхнесусанский завод (в 1753 году), Верхнесинячихинский завод (в 1769 году), Режевской завод (в 1773 году) и Верхнеалапаевский завод (в 1779 году).
После 1766 года плотину облицовали серым камнем и увеличили в длину до 213,4 метров, по ширине — 57,6 метра и высотой 11,4 метра. В 1767 году построена новая домна.
В 1797 году завод имел две домны, одна из которых не работала, а работающая высотой была только 9,2 метра, три молотовые фабрики (кричная с 4 горнами и 2 молотами, якорная с 8 горнами и 4 молотами, сталеделательная с 2 горнами и одним молотом). К 1807 году были закрыты якорная и сталелитейная фабрики. В 1807 году на плющильной фабрике были 2 дощатых стана и нагревательная печь, имелась литейка, толчея для толчения руд, кузница, слесарная и лесопильная мельница. Заводское оборудование запускалось 11 водяными колесами.
Руда поставлялась с Суховского (0,5 версты), Заречного, Кокуйского и Зыряновского (18 верст) рудника. Флюсовый известняк доставлялся с месторождения (1,5 версты), горновой камень с горы Точильной (58 верст). Древесный уголь и дрова в куренях (9-10 верст).
Численность персонала завода в начале XVIII века составляла 41 мастеровой на основной работе и 5112 крестьян на вспомогательных работах, к 1726 году выросла до 75 человек, 1733 — 96 человек, 1740—172 человек, 1745 — 236 человек, 1747 — 167 мастеровых и 5025 приписных крестьян, в 1756 — 88 человек (без рудника), 1797 — 645 мастеровых и 10 342 приписных крестьян, 1807 — 351 мастеровых и 9911 приписных крестьян.
В 1826 году завод перенесли на 1 версту, на реку Нейву. Оборудование было демонтировано, а старый заводской пруд был спущен в 1909 году.

### Алапаевский медеплавильный завод
К 1740 году на территории завода построили две медеплавильные печи и гармахерский горн, начался выпуск меди. Медная руда бралась с Ключевского месторождения, находящегося в 20 верстах к западу от завода. В 1797 году медеплавильная фабрика имела те же 2 печи и 1 гармахерский горн. Медных рудников стало 6. В 1801 году выплавка меди прекращена.

### Верхнеалапаевский железоделательный завод
В 1778 году было получено согласие Берг-коллегии на создание вспомогательной плотины и сооружения завода на 9 вёрст выше по реке Алапаихе в связи с недостатком воды в заводском пруду. Вспомогательная плотина длиной была 134,4 метра, шириной 55,5 метра, высотой 11,3 метра. Новый пруд был длиной в 5 верст. По инициативе собственника Саввы Яковлевича Яковлева в 1779 году были перенесены два молота, в 1807 году на заводе уже была деревянная молотовая фабрика с 4 кричными горнами и 4 молотами, а старые деревянные клинчатые меха заменены цилиндрическими чугунными; 7 водяных колёс. Верхнеалапаевский железоделательный завод перерабатывал чугунные слитки Нижнеалапаевского завода в полосовое железо в объёме 14-26 тысяч пудов ежегодно. Численность цеховых работников была 45 человек, которые проживали в заводском посёлке.
Производственные мощности нового завода стали излишними, и в 1824 году Верхнеалапаевский железоделательный завод был закрыт, а оборудование демонтировано и перенесено на Нейво-Алапаевский завод.

### Нейво-Алапаевский чугуноплавильный и железоделательный завод
Строительство новой производственной площадки началось в 1825 году, создан современный Алапаевский пруд, а 25 февраля 1828 года была задута первая домна, которая была самой крупной на Урале и имела объём 126,5 м³., производительность домны составляла 1200 пудов чугуна в сутки. 12 октября 1828 года была запущена вторая домна. Плотина нового завода имела «флютверк», гидросооружение с водосливом, поверх которой свободно протекал водный поток, а вода к водяным колесам подводилась искусственным каналом. Плотинный мастер Игнатий Евстафьевич Софонов изобрёл и установил первую в Россию водяную турбину (горизонтальное водяное колесо) в 1837 году при листокатальном стане.
К 1840 году плотина была увеличена до 15,65 метров. К 1850 году была установлена паровая машина в 35 л. с. для воздуходувки домны.
Передельное производство включало 20 кричных горнов и 20 хвостовых молотов, что позволило полностью перерабатывать весь чугун на самом заводе, что привело к остановке и закрытию в 1824—1826 годах не только Нижнеалапаевского и Верхнеалапаевского завода, но и Верхнесусанского, Нижнесусанского и Нижнесинячихинского завода.
В 1850-х годах были запущены пудлинговые и сварочные печи для производства железнодорожных рельс. С 1830-х годов начало листопрокатного производства: два листопрокатных стана с водяными турбинами. Была установлена вагранка для различных чугунных отливок, создано гвоздильное производство.
В 1860 году численность завода составила 4399 человек (450 служащих и 3949 рабочих), в 1861 году 4453 работника, а в 1862 году только 2768 работников. Такое снижение численности связано с волнениями по поводу отмены крепостного права. Рабочие не были согласны нести повинность и платить денежный оброк за выделенные земельные наделы, а также с установленными заводоуправлением в марте 1862 года расценками, что привело к общей стачке рабочих и последующему бегству работников. В 1890-е годы была сооружена узкоколейная железная дорога в 92 версты между заводом и рудником. В 1893 году была также построена электростанция с турбиной Френсиса мощностью в 350 л. с. и двумя паровыми двигателями по 100 л. с., а водяные колеса были заменены турбинами и паровыми машинами (в 1895 году было только два водяных колеса мощностью в 60 л. с., в 1900 году — одно в 30 л. с., число паровых машин в 1895 году было 8 штук, в 1900 году — 20 штук, а их мощность 672 л. с. Кричное производство было ликвидировано. В 1900 году запущена новая домна объёмом в 170 м³. В 1895 году была запущена первая мартеновская печь в 15 тонн, в 1901 году вторая мартена в 25 тонн, в 1902 году — третья в 25 тонн.
В 1900 году было одно водяное колесо мощностью в 30 л. с., 18 водяных турбин в 660 л. с., 20 паровых машин в 672 л. с. и 3 локомобиля в 21 л. с., общей мощностью всех двигателей завода равнялась 1363 л. с. В 1901 году пудлинговое производство было остановлено, и завод производил только листовой прокат из мартеновской стали. В 1904 году завод имел 18 водяных турбин мощностью в 670 л. с., 24 паровые машины в 3900 л. с. и 3 локомобиля в 30 л. с., общей мощности в 4600 л. с., были три домны, три мартеновские печи, 13 нагревательных печи, 9 молотов, 12 прокатных станов, один кричный горн и четыре пудлинговых печи.
В 1902 году состоялось Алапаевское дело, когда рудничные рабочие разграбили склады на Тягуновском руднике и были отданы под суд. 1 мая 1904 года состоялась маёвка на реке Максимовке с участием 100 рабочих. 7 марта 1905 года состоялась общая забастовка рабочих против объявления заводской администрации о снижении зарплаты и сокращения рабочих, которая продлилась до мая 1905 года и была подавлена войсками. В течение 2 месяцев завод стоял.
В 1910 году был запущен сутуночный стан с паровой машиной в 1200 л. с., проработавший до ликвидации прокатного производства в 1986 году. Завод производил кровельное железо с помощью 2 сутуночных станов и 5 кровельных станов с 11 клетями. В 1912 году запущена новая домна объёмом 239 м³., а в 1915 году запущена новая мартеновская печь на 50 тонн взамен старой 15 тонной.
До 1878 года доставка происходило гужевым транспортом до Сулемской пристани, далее Железным караваном по реке Чусовой. В 1878—1909 годах доставка продукции происходила гужевым транспортом 110 верст до железнодорожной станции Нижний Тагил, а в 1909—1912 годах гужом 60 верст до станции Нижняя Салда.
В 1916 году были остановлены 2 домны, работала только одна. Понесённый заводом убыток в 1,2 млн рублей в 1905—1907 годах привёл к созданию 20 апреля 1907 года «Товарищества Алапаевских горных заводов наследников С. С. Яковлева» с капиталом 5,88 млн рублей и с задолженностью перед банками на 1 января 1909 года 4,9 млн рублей, к 1 октябрю 1917 года задолженность достигла 23,8 млн рублей. После Февральской революции 1917 года по требованию рабочих на заводе введен 8 часовой рабочий день, создан Совет старост, который фактически взял руководство заводом, Правление заводами с сентября 1917 года прекратило финансировать завод. После Октябрьской революции 1917 года на заводе был рабочий контроль, а с 15 февраля 1918 года завод был национализирован.

### Алапаевский металлургический завод
С 15 февраля 1918 года заводом управлял Деловой Совет, в мае-июне из работников формируется 4 отряда Красной Армии, в июле — сентябре 1918 года вблизи завода идут бои, с 28 сентября 1918 года по 20 июля 1919 года завод под властью белогвардейцев. С 1925 года началась установка нового прокатного стана, восстанавливается узкоколейная железная дорога
Была увеличена протяженность узкоколейной железной дороги к концу 1930-х до 308 километров.
В годы Великой Отечественной войны завершена реконструкция цехов, построена завалочная машина, 6 древесных генераторов, газопровод, запущены обогатительная фабрика, токарный цех и цех металлоконструкций, новая домна была запущена 30 декабря 1946 года (290 м³). Завод стал производить легированную сталь для оборонной промышленности, биметалл, тонкий и декапированный лист для производства гильз и патронов, отливали окопные печки. На производственных площадях завода были размещены эвакуированные заводы, созданы новые цеха № 10, 11, 12.

### Алапаевский металлургический комбинат
В 1957 году был создан Алапаевский металлургический комбинат, куда вошли Алапаевский металлургический завод, Нейво-Шайтанский завод, Верхнесинячихинский завод, Алапаевский рудник, Зыряновский рудник, Синячихинский рудник и механические мастерские треста «Уралруда».
На заводе действовали две доменные печи объёмом в 292 и 239 м3, четыре мартеновские печи емкостью по 120 тонн, сутуночный стан «750», листовые станы и стан холоднокатанной полосы.
В 1975 году произведено 173,1 тысяч тонн чугуна, 380,4 тысяч тонн стали, 281,8 тысяч тонн проката.
В 1986 году завод произвёл 132,6 тысяч тонн чугуна, 336,0 тысяч тонн стали, 24,4 тысяч тонн проката.
В 1985 году в связи с глубоким износом основных мощностей началась реконструкция завода. Предусматривалась ликвидация устаревших мартеновского и прокатного производств, вывод из эксплуатации всех мартеновских печей, стана «750» и листовых станов. Были закрыты и демонтированы два мартеновских, сортопрокатный и листопрокатный цехи. Сталеплавильное и прокатное производства на заводе были прекращены. Однако реконструкция не была завершена к моменту начала экономических катаклизмов, связанных с распадом СССР.

### В Российской федерации
В 1994 году на заводе работали 2795 человек, в 1995 году — 1423, в 1997 году — 1477, в 1998 году — 1622 человека.
Выплавлено чугуна: в 1992 году 104,6 тысяч тонн, в 1993 году 49,2 тысяч тонн, в 1996 году 30,9 тысяч тонн, в 1998 году 20,0 тысяч тонн, в 1999 году 9,5 тысяч тонн.
В 1999 году завод преобразован в «Алапаевскую ферросплавную компанию» со специализацией на производстве ферросплавов. Выплавка ферромарганца в 1999 году 24,4 тыс. тонн, в 2000 году 17,5 тыс. тонн, в 2001 году 14,9 тыс. тонн, в 2002 году 5,1 тыс. тонн. Однако производство ферросплавов сдерживалось отсутствием сырьевой базы, так как после распада СССР все крупные месторождения марганцевой руды оказалась за границей — на Украине, в Грузии, Казахстане.
В феврале 2011 года завод выкупила группа компаний НОВАЭМ.
До 2018 года завод продолжал выпуск чугуна.
В 2019 году завод признали банкротом. Недвижимость завода запланировали продать для покрытия долгов предприятия.

## Награды
- 1931 — первая премия Всеуральского конкурса за качественные показатели доменного цеха
- 1932 — третья премия Всесоюзного конкурса [прояснить]
- 1942 — третье место на Всесоюзном соревновании коллектива мартеновского цеха
- 6 раз — первое место в социалистическом соревновании с вручением переходящих Красного Знамени Совета Министров РСФСР, Министерства чёрной металлургии СССР и профсоюза отрасли.

## Продукция завода
В 1704 году были отлиты две пушки, но контрольных испытаний на Пушечном дворе не выдержали, а Указом Петра I от 19 января 1705 году литьё орудий на уральских заводах было прекращено. Завод стал производить чугун, железо, медь, якоря, кровельное железо, железнодорожные рельсы.
В 1914 году 80 % выпуска составляла снарядная сталь и 20 % кровельное железо, а в 1916 году завод изготовил 200 тысяч пудов колючей проволоки, запустив летом 1915 года проволочно-прокатный стан и мастерские ловы выделывания волоченой и колючей проволоки, кроме этого выпускал донышки для артиллерийских снарядов (шрапнель), скобы, ножницы для резки проволоки.
| Год  | Выпуск чугуна, в тыс. пудах | Выпуск железа, в тыс. пудах | Выпуск меди, в тыс. пудах | Выпуск готового железа, в тыс. пудах | Выпуск мартеновской стали, в тыс. пудах |
| ---- | --------------------------- | --------------------------- | ------------------------- | ------------------------------------ | --------------------------------------- |
| 1719 | 18,9                        | 7,9                         |                           |                                      |                                         |
| 1725 | 57                          | 10,2                        |                           |                                      |                                         |
| 1740 |                             |                             | 0,325                     |                                      |                                         |
| 1746 |                             |                             | 0,648                     |                                      |                                         |
| 1747 |                             |                             | 0,426                     |                                      |                                         |
| 1748 |                             |                             | 0,228                     |                                      |                                         |
| 1749 |                             |                             | 0,158                     |                                      |                                         |
| 1750 |                             |                             | 0,065                     |                                      |                                         |
| 1760 | 128,8                       | 19,2                        | 0,220                     |                                      |                                         |
| 1762 |                             |                             | 0,037                     |                                      |                                         |
| 1770 | 123                         |                             | 0,541                     |                                      |                                         |
| 1778 |                             |                             | 0,754                     |                                      |                                         |
| 1779 | 58                          | 19,4                        | 0,112                     |                                      |                                         |
| 1782 |                             |                             | 0,103                     |                                      |                                         |
| 1783 |                             |                             | 0,128                     |                                      |                                         |
| 1785 |                             |                             | 0,490                     |                                      |                                         |
| 1786 |                             |                             | 0,227                     |                                      |                                         |
| 1787 |                             |                             | 0,126                     |                                      |                                         |
| 1789 |                             |                             | 0,098                     |                                      |                                         |
| 1790 | 103,1                       |                             | 0,116                     |                                      |                                         |
| 1800 | 148,3                       | 16,9                        | 0,110                     |                                      |                                         |
| 1804 | 151,3                       |                             | прекращён в 1801 году     |                                      |                                         |
| 1806 | 110,6                       | 29                          |                           |                                      |                                         |
| 1807 | 126                         | 23,3                        |                           |                                      |                                         |
| 1822 | 288,6                       | 13,3                        |                           |                                      |                                         |
| 1823 | 264                         | 7                           |                           |                                      |                                         |
| 1827 | 391,4                       | 159,3                       |                           |                                      |                                         |
| 1832 |                             |                             | 3,37                      |                                      |                                         |
| 1837 | 381,2                       | 171,5                       |                           |                                      |                                         |
| 1838 |                             |                             | 3,3                       |                                      |                                         |
| 1839 |                             |                             | 3,3                       |                                      |                                         |
| 1840 |                             |                             | 3,3                       |                                      |                                         |
| 1841 |                             |                             | 3,3                       |                                      |                                         |
| 1842 |                             |                             | 3,3                       |                                      |                                         |
| 1843 |                             |                             | 3,3                       |                                      |                                         |
| 1846 |                             |                             | 3,8                       |                                      |                                         |
| 1851 | 326,5                       | 197,2                       | прекращён в 1847 году     |                                      |                                         |
| 1859 | 431,8                       | 323,9                       |                           | 48,9                                 |                                         |
| 1860 | 400,8                       | 341,2                       |                           | 308,8                                |                                         |
| 1861 | 365,7                       | 222,6                       |                           | 183,6                                |                                         |
| 1862 | 167                         | 262,9                       |                           | 147,1                                |                                         |
| 1863 | 391,7                       | 343,6                       |                           | 348,4                                |                                         |
| 1870 | 483,2                       |                             |                           | 378,4                                |                                         |
| 1875 | 479                         |                             |                           | 408                                  |                                         |
| 1880 | 479,5                       |                             |                           | 470,8                                |                                         |
| 1882 | 579,5                       | 356,8                       |                           | 441,5                                |                                         |
| 1885 | 643,1                       | 440,8                       |                           | 509,5                                |                                         |
| 1890 | 690,2                       | 532,5                       |                           | 770,1                                |                                         |
| 1894 | 886                         | 546                         |                           | 692                                  |                                         |
| 1895 | 754                         | 408                         |                           | 614                                  | 254                                     |
| 1897 | 812                         | 342                         |                           | 918                                  | 65                                      |
| 1900 | 892                         | 326                         |                           | 530                                  | 691                                     |
| 1901 | 1083                        | 189                         |                           | 848                                  | 1059                                    |
| 1902 | 1242                        |                             |                           | 728                                  | 1523                                    |
| 1903 | 1095                        |                             |                           | 820                                  | 1704                                    |
| 1904 | 1117                        |                             |                           | 720                                  | 2057                                    |
| 1905 | 960                         |                             |                           | 379                                  | 1712                                    |
| 1906 | 516                         |                             |                           | 395                                  | 3122                                    |
| 1907 | 1079                        |                             |                           | 362                                  | 2003                                    |
| 1910 | 1271                        |                             |                           | 588                                  | 2428                                    |
| 1911 | 2007                        |                             |                           | 673                                  | 2297                                    |
| 1912 | 2492                        |                             |                           | 818                                  | 2625                                    |
| 1913 | 2211                        |                             |                           | 507                                  | 2338                                    |
| 1914 | 1648                        |                             |                           | 747                                  | 2338                                    |
| 1915 | 1048                        |                             |                           | 595                                  | 1672                                    |
| 1916 | 1090                        |                             |                           |                                      | 1361                                    |
| 1917 | 953                         |                             |                           |                                      | 1164                                    |
| 1918 | 450                         |                             |                           |                                      |                                         |

## Собственники
Правительствующий Сенат в 1757 году передал завод лейб-гвардии секунд-майору А. Г. Гурьеву, который в 1766 году продал его Савве Яковлевичу Яковлеву, а после его смерти завод достался в 1784 году его сыну Сергею Саввичу Яковлеву. После его смерти предприятия остались в совместной равнодолевой собственности его семи дочерей.
В 1907 году собственником становится «Товарищества Алапаевских горных заводов наследников С. С. Яковлева», выкупившее заводы у наследников Яковлева. Руководил товариществом В. Е. Грум-Гржимайло. Одним из акционеров был К. В. Рукавишников.  К 1917 году основным владельцем был Русско-Азиатский банк, за которым стояли французские акционеры.

## Управляющие завода
Заводом в разное время руководили:
- Никон Саввин;
- Чайковский, Илья Петрович (февраль 1849 — май 1852);
- Н. Ю. де Ришмон;
- А. Ю. Иллеро;
- де Секулон;
- Грум-Гржимайло, Владимир Ефимович (1903—1907);
- И. Д. Лызов;
- А. А. Чикильдин (1960—1983).

## Банкротство
20 сентября 2018 года завод признан банкротом